# 大地教会

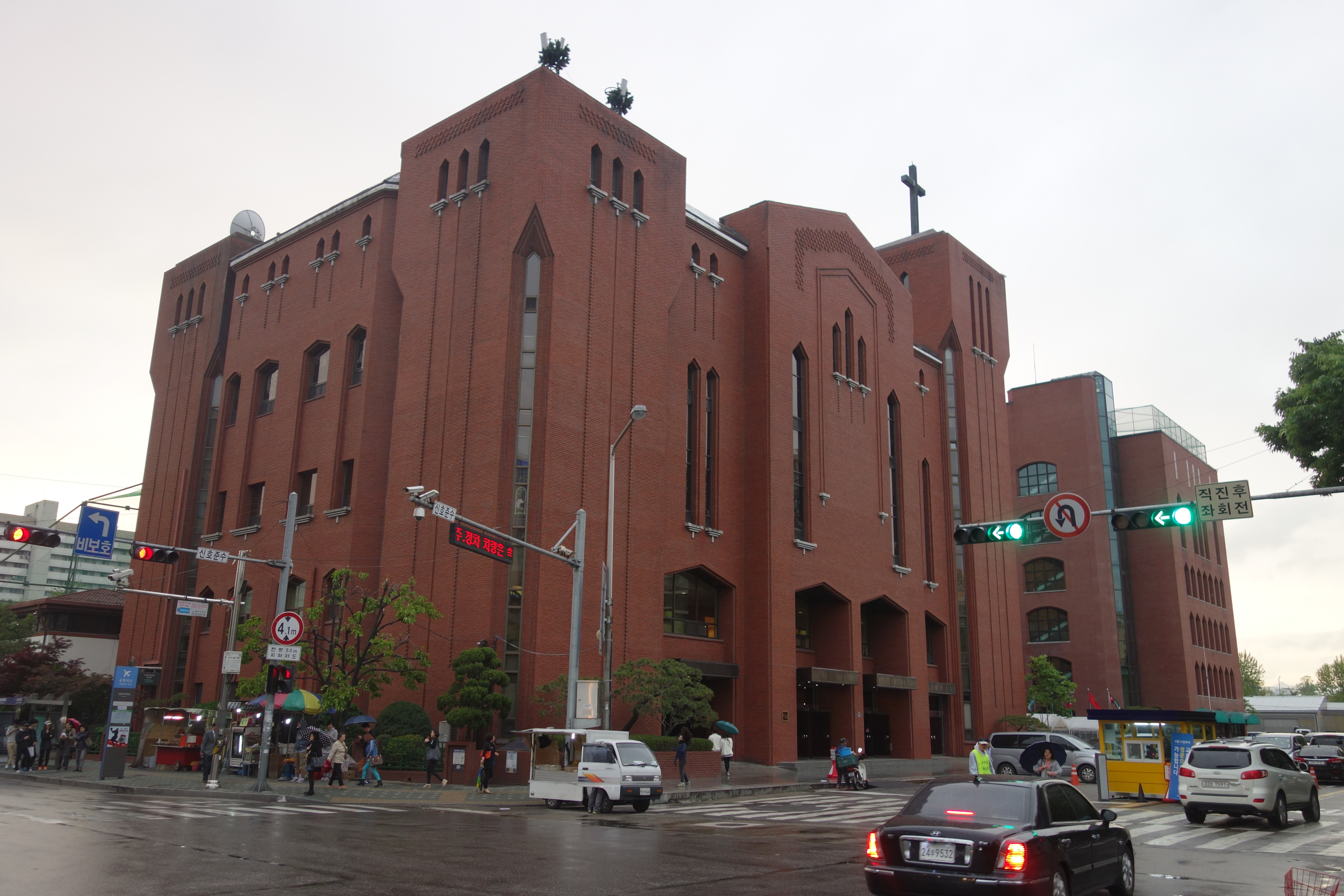

大地教会（온누리교회）是韩国首尔的一座长老会教堂，位于龙山区龙山洞二村路347-11 。

## 历史
该堂创建于1985年10月6日，牧师河用祚。1997年宣布“2000/10000 愿景”。2002年宣布“《使徒行传》29章愿景”，继续写下使徒行传。2005年，开设基督教全球电视网（CGNTV）。2010年，“《使徒行传》29章愿景村”（Acts 29 Vision Village）开业。